# Cathédrale de la Transfiguration de Bila Tserkva
Pour les articles homonymes, voir Église de la Transfiguration.
L'église de la Transfiguration ou en ukrainien  Спасо-Преображенський собор (Біла Церква) est un édifice religieux historique construit entre 1833 et 1839 de la ville Bila Tserkva.

## Histoire
L'église a été construite pour Alexandra Branitska par Vanrezont et Frapolli dans la style de la cathédrale d'Odessa. Sur un plan cruciforme de style classique avec un dôme à la croisée.
En 1989 l'église est rendue au culte.

## Galerie d'images

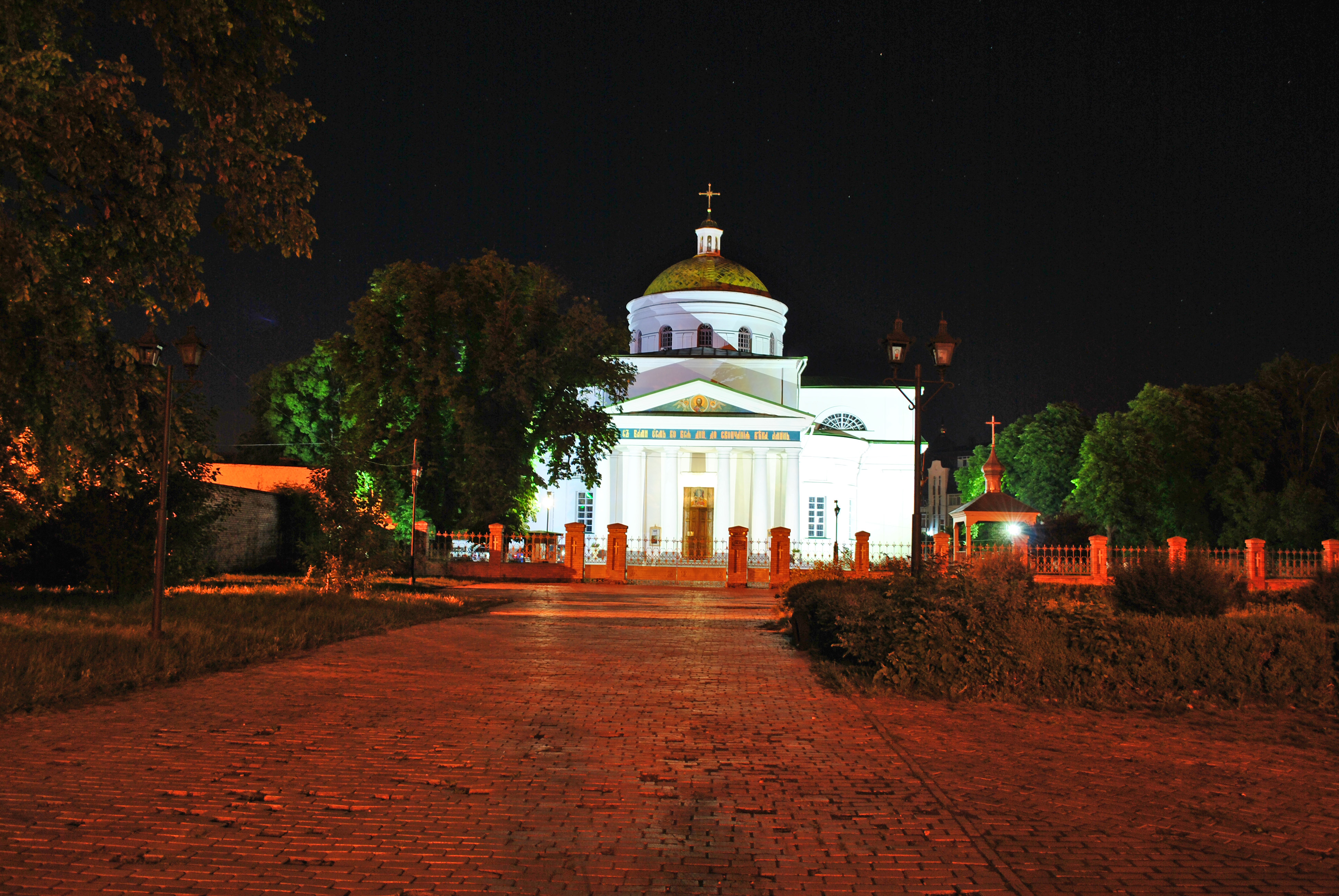
Nuitamment,
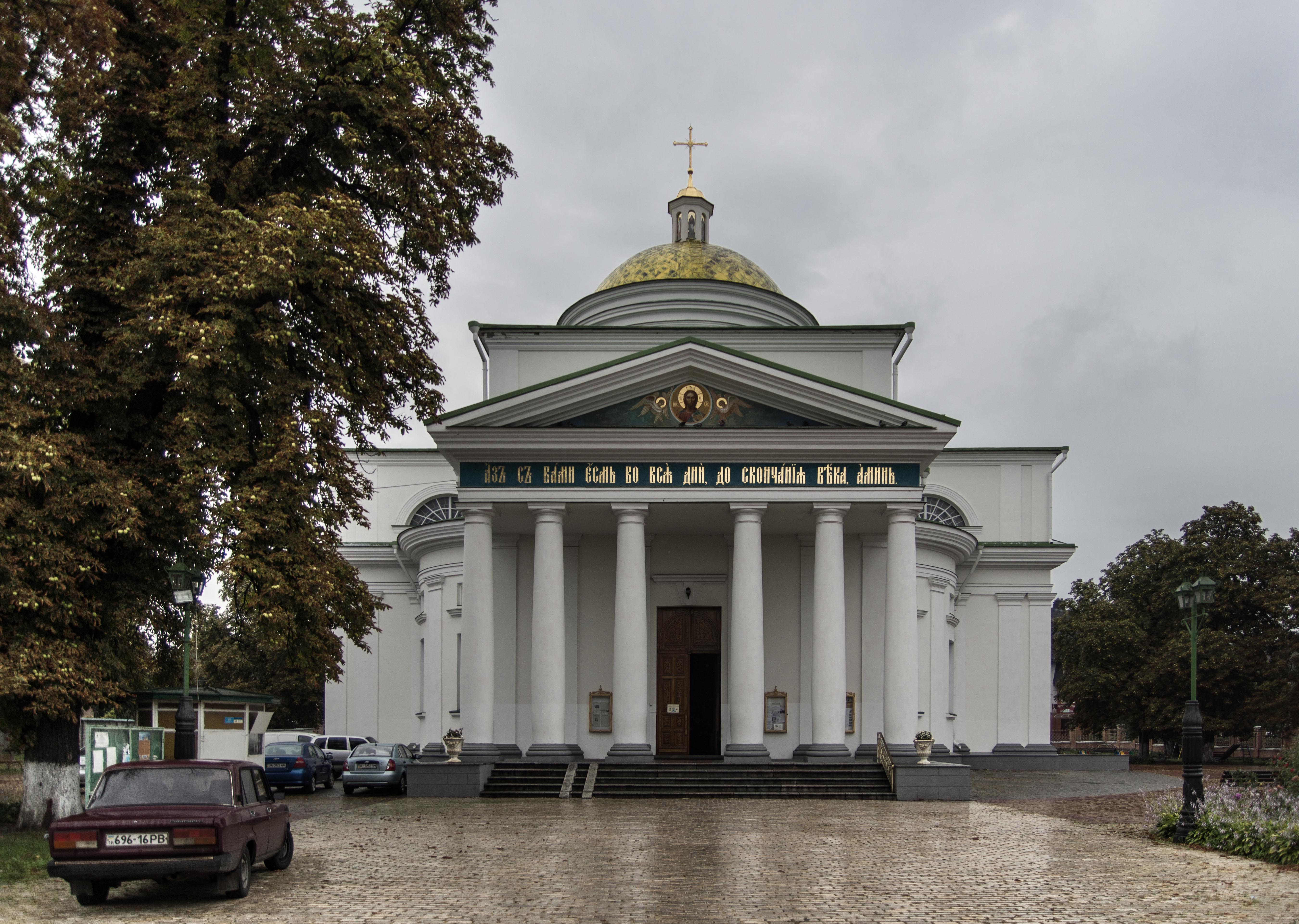
entrée avec façade à six colonnes.
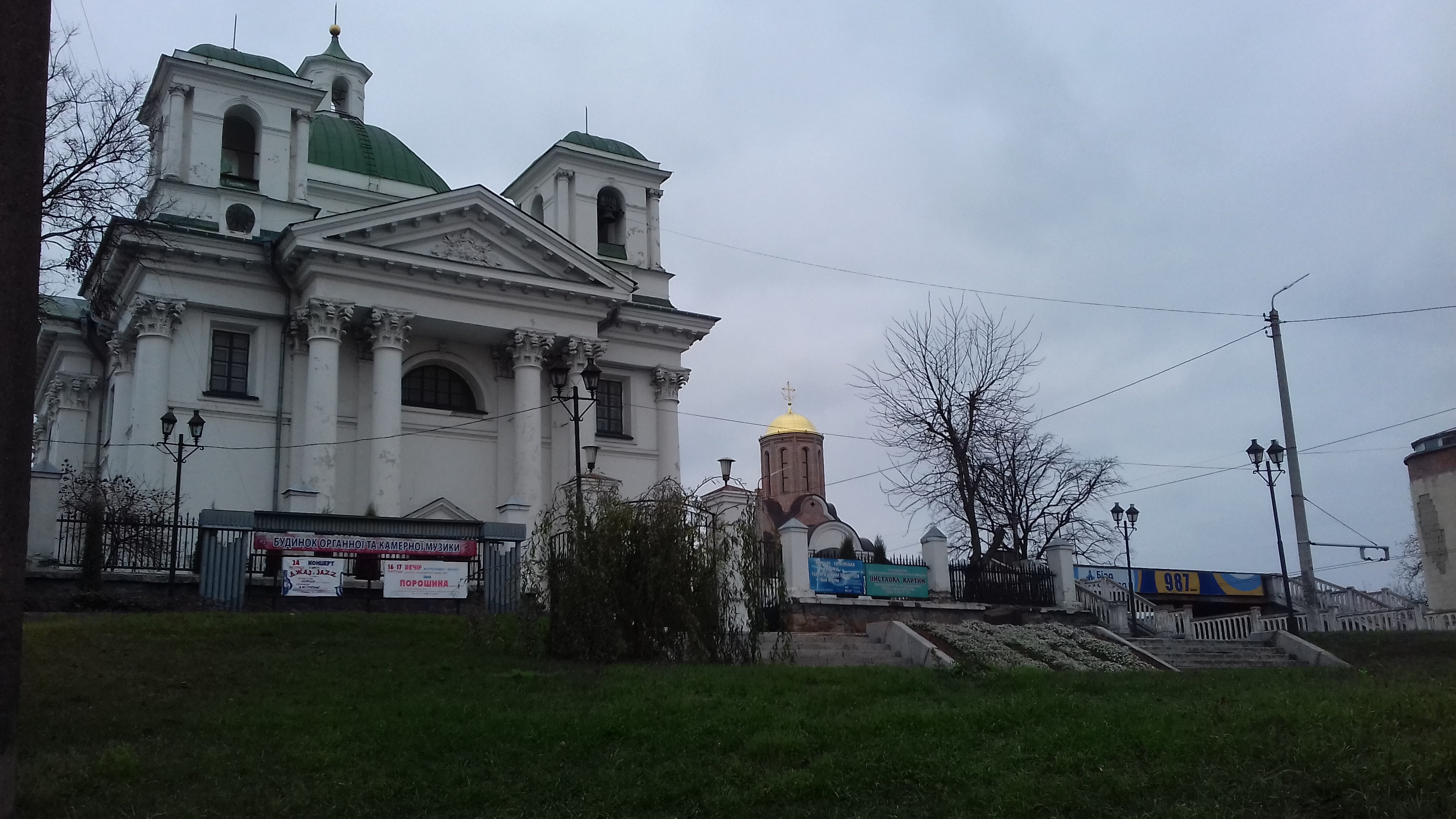
Façade à quatre colonnes.
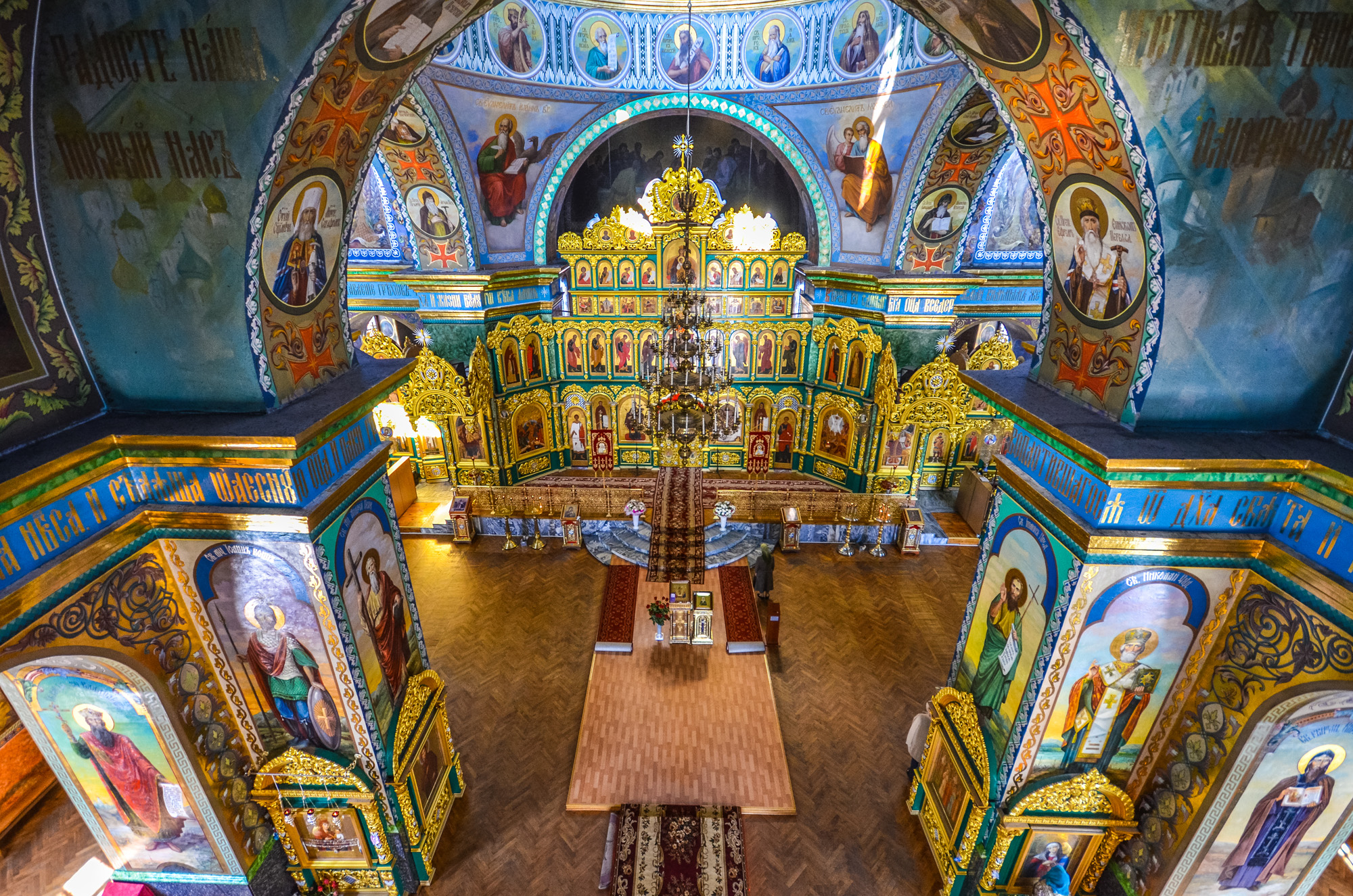
La nef.
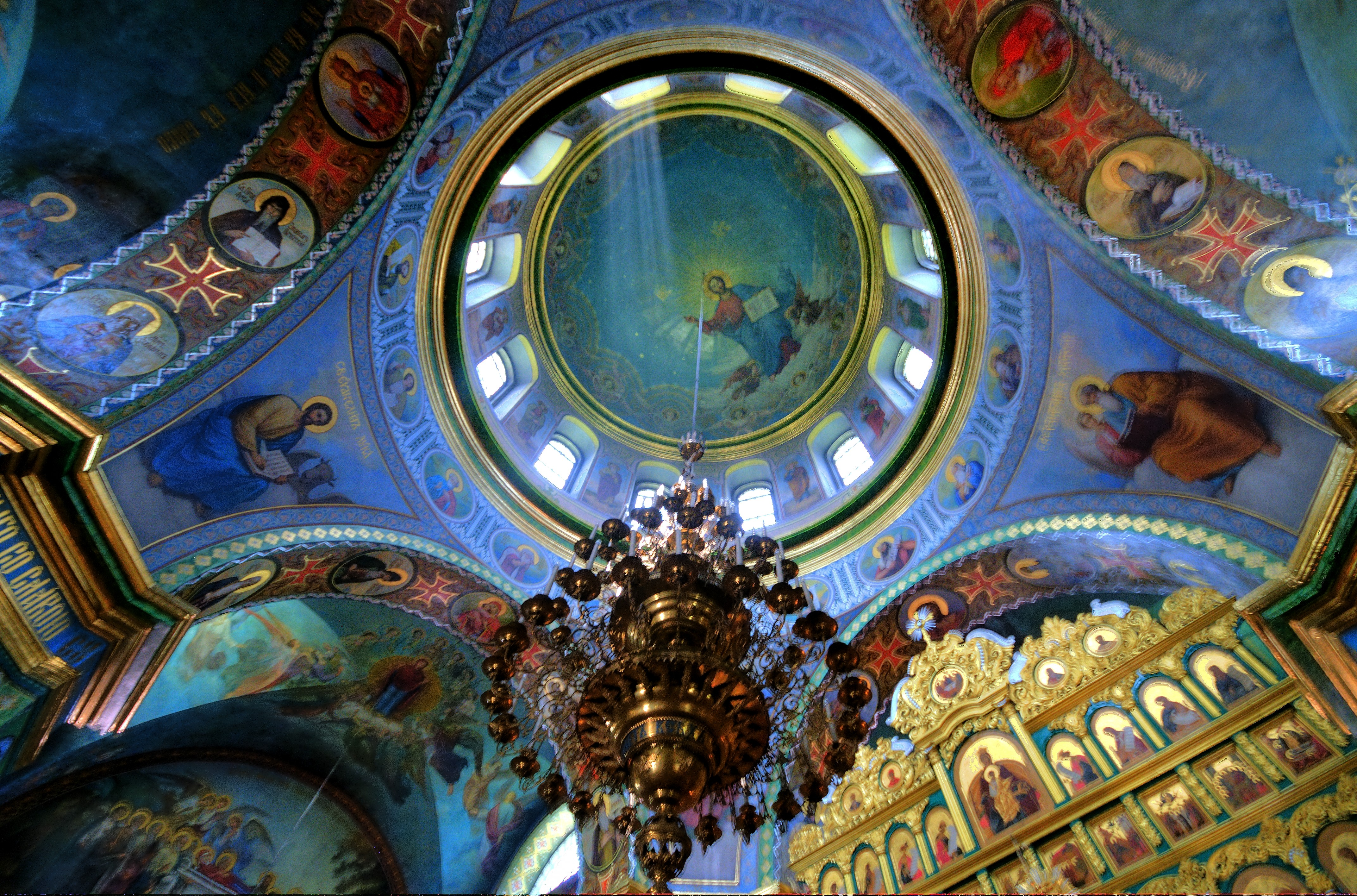
Vue intérieure du dôme.
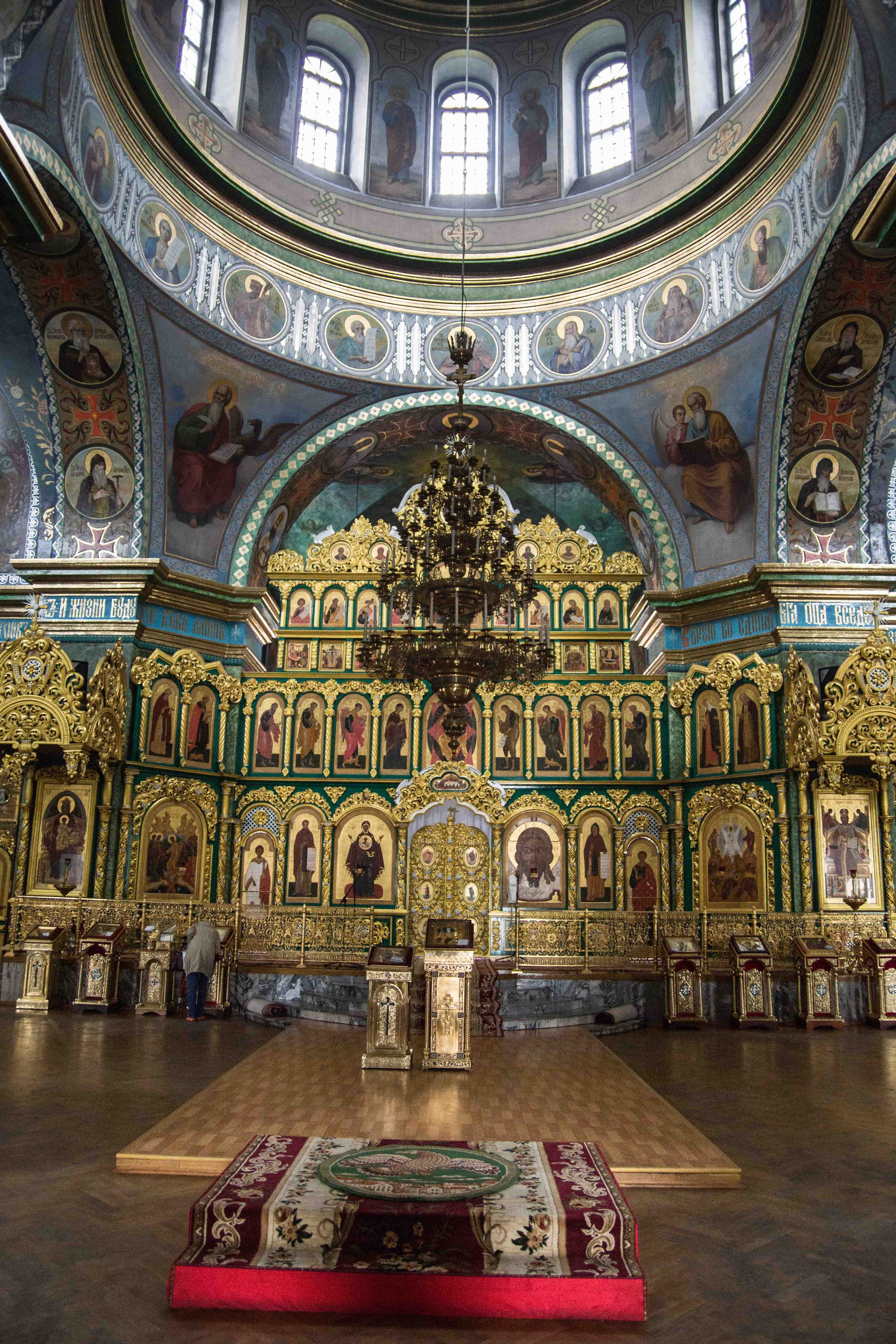
l'iconostase.